# Cotinusa distincta
Cotinusa distincta là một loài nhện trong họ Salticidae.
Loài này thuộc chi Cotinusa. Cotinusa distincta được Elizabeth Maria Gifford Peckham & George William Peckham miêu tả năm 1888.